# Nanni di Bartolo

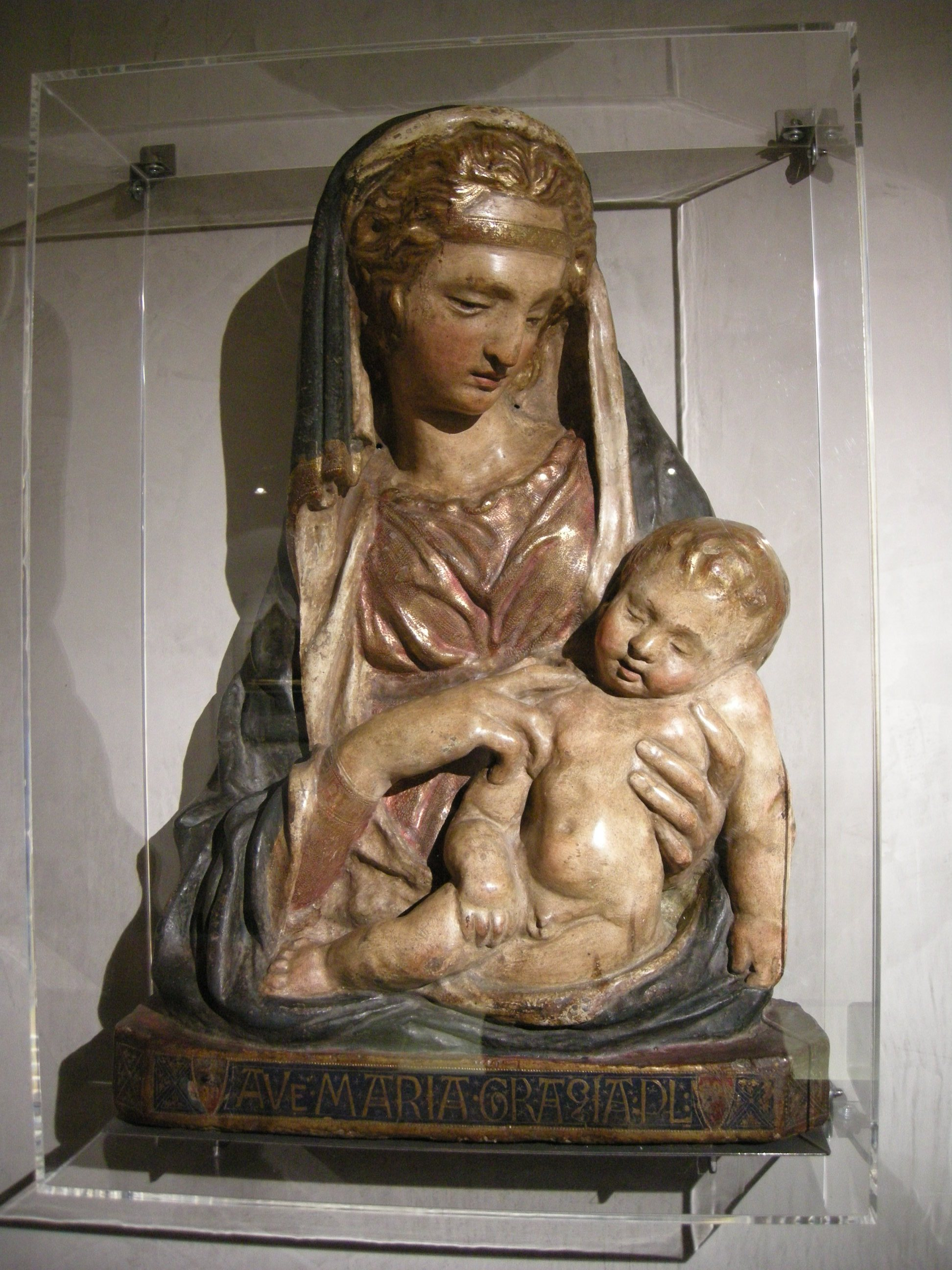
Madonna col Bambino del Museo Stibbert (1420-1423).

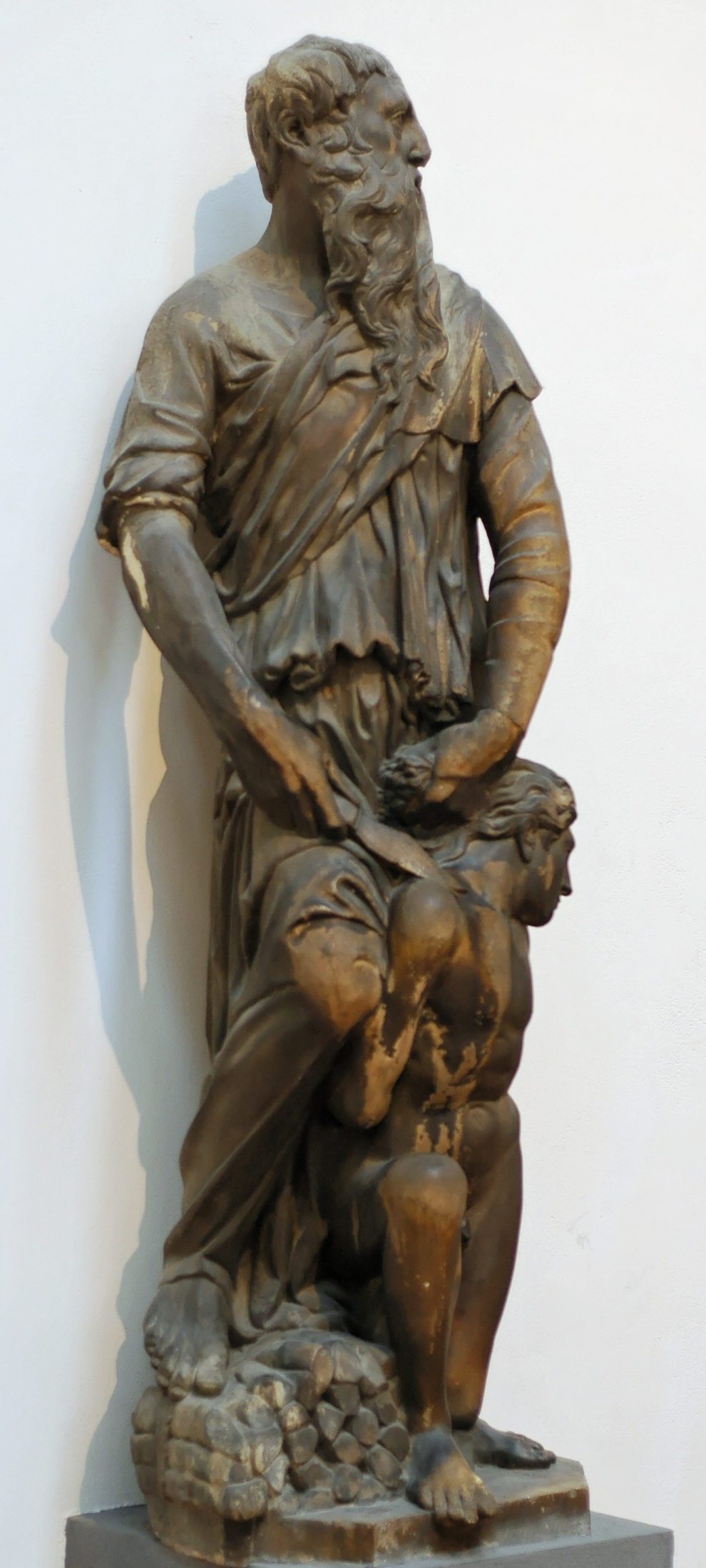
Nanni di Bartolo e Donatello, Abramo e Isacco, 1421, Museo dell'Opera del Duomo (Firenze).

Nanni di Bartolo, detto anche il Rosso (Firenze, ... – ...; fl. XV secolo), è stato uno scultore italiano, allievo di Donatello, la cui attività è documentata tra il 1419 e il 1437.

## Biografia

### Alla cattedrale di Firenze
Sulla sua biografia le notizie sono molto scarse, nulle per quanto riguarda la sua giovinezza e la sua formazione artistica. Iscrizioni successive lo ricordano come fiorentino. Il primo documento che lo riguarda risale al 1419 e consiste in una commissione da parte dell'Opera del Duomo di Firenze per una statua destinata alla facciata della cattedrale di Santa Maria del Fiore, alla quale seguirono altre opere per lo stesso cantiere almeno fino al 1423. Tra il 1420 e il 1421 lavorò a una statua per il Campanile di Giotto, opera già lasciata incompiuta dallo scultore Bernardo Ciuffagni, oggi identificata con quella soprannominata "Poggio-Bracciolini" su un altare della cattedrale. Successivamente lavorò a un'altra figura in collaborazione con Donatello che i documenti riportano essere il gruppo dell'Abramo e Isacco, e in seguito al Profeta Abdia, firmato dallo stesso scultore. Suo è anche il San Giovanni Battista apocrifamente firmato "Donatello", che, per la sua natura ancora grezza e sommaria, ben si ricollega con i documenti del 1419.
Fin dalle sue prime prove all'interno della fabbrica di Santa Maria del Fiore il suo stile tradisce un evidente alunnato presso Donatello, confermato dalla commissione in comune del 1421.
Alla sua produzione sono riferiti anche numerosi lavori in terracotta, sparsi nei musei di tutta Europa, tra cui una Madonna mutila in collezione privata, una bellissima Madonna col Bambino stante, conservata presso il piccolo museo di Ognissanti a Firenze, una Madonna col Bambino posta nel tabernacolo di Via dei Velluti a Firenze, una serie di stucchi realizzati a partire da una medesima matrice, dove Maria solletica il collo del figlio addormentato, i cui esemplari più belli si conservano nei musei Bardini e Stibbert di Firenze, due Sant'Antonio Abate, uno presso la chiesa di San Jacopo a Borgo a Mozzano e l'altro nella Chiesa di San Giuseppe del Chiavello ad Arezzo, e infine un esemplare di Madonna in faldistorio conservato presso il Bode-Museum di Berlino. Queste opere, tutte databili intorno agli anni venti del quattrocento, vengono assimilate alle prime terrecotte rinascimentali, accanto a quelle più note di Lorenzo Ghiberti, Donatello e Luca della Robbia.

### Venezia e Veneto

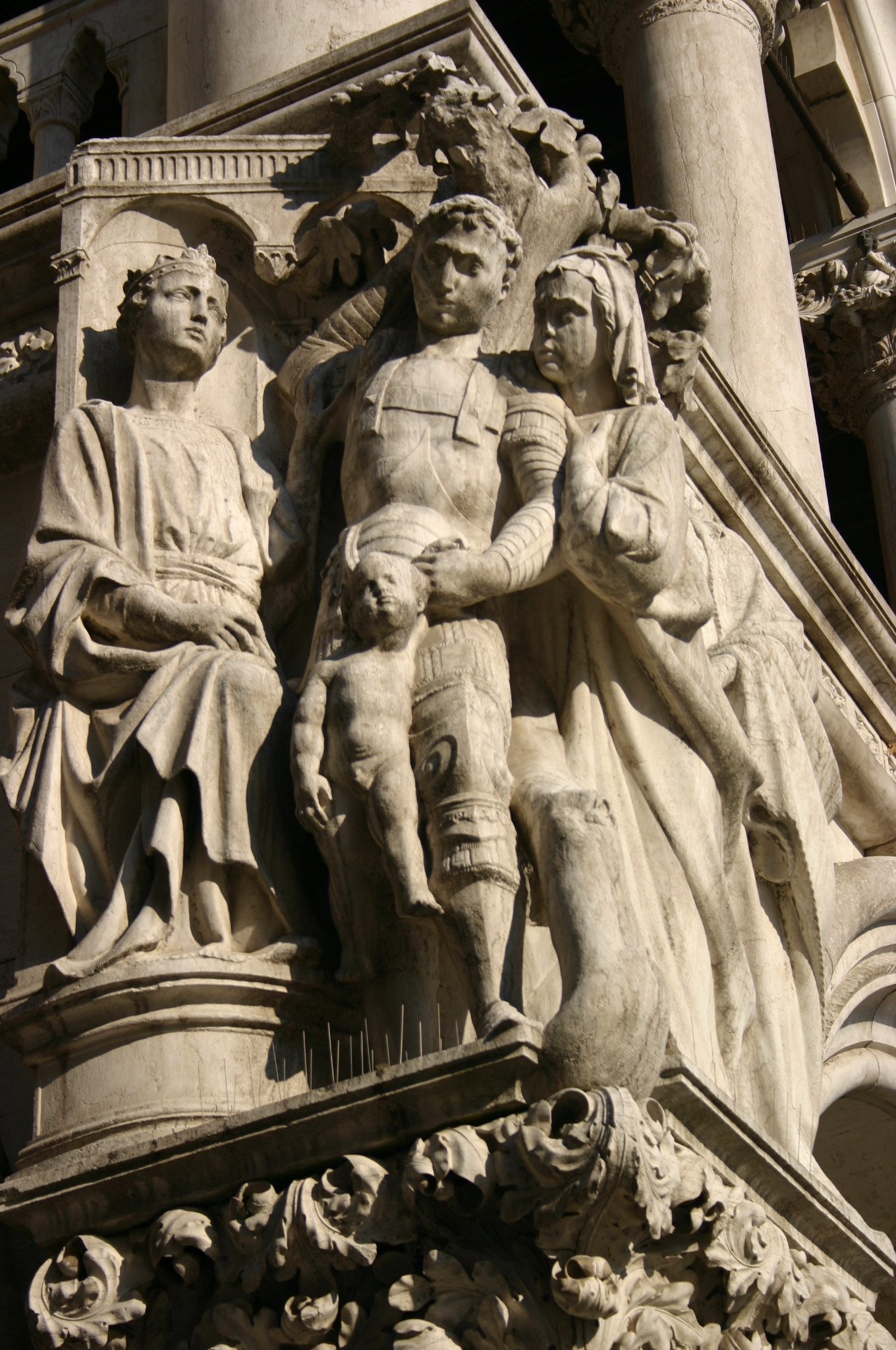
Il Giudizio di Salomone, Palazzo Ducale, Venezia.

Un documento dell'Opera fiorentina lo ricorda fuggito da Firenze per debiti l'11 febbraio 1424. Il successivo 14 maggio la sua presenza si riscontra a Venezia, dove lavorò alla decorazione della Basilica di San Marco, sulla cui facciata settentrionale gli vengono riferiti tre dei quattro doccioni, e del Palazzo Ducale, sul cui angolo nord-occidentale realizza il gruppo del Giudizio di Salomone.
Per la chiesa di San Fermo Maggiore a Verona eseguì il Monumento a Nicolò Brenzoni, firmato intorno al 1426, in perfetto dialogo con la decorazione pittorica di Pisanello. I documenti e la firma apposta su un'iscrizione dallo stesso autore riferiscono inoltre l'esecuzione del portale maggiore della chiesa di San Nicola a Tolentino tra il 1432 e il 1435, in cui le poche parti autografe sembrano essere la lunetta raffigurante la Madonna col Bambino e due Santi laterali, mentre il resto della composizione è evidente frutto dei numerosi collaboratori, spesso carenti di elevate capacità scultoree.
Il 1437 mise in opera la tomba del beato Pacifico (morto nel 1432) in Santa Maria dei Frari a Venezia sulla stessa parete del monumento a Paolo Savelli.

### Ultima fase
Non si hanno notizie certe circa un suo eventuale rientro a Firenze: il documento più tardo che lo menzioni, risalente al 1451, allude a un marmo sbozzato e abbandonato presso le cava di Carrara prima della partenza dell'artista alla volta di Venezia. La sola citazione, che si riferisce al debito contratto per il blocco di marmo nei confronti dell'Opera del Duomo di Firenze non è sufficiente a dichiarare l'effettiva presenza né la presunta dipartita dello scultore.